# جون بيك
جون بيك (بالإنجليزية: John Beck)‏ (و. 1943 – م) هو ممثل، وممثل تلفزيوني، من الولايات المتحدة الأمريكية، ولد في شيكاغو.

## وصلات خارجية
- جون بيك على موقع IMDb (الإنجليزية)
- جون بيك على موقع ألو سيني (الفرنسية)
- جون بيك على موقع أول موفي (الإنجليزية)
- جون بيك على موقع قاعدة بيانات الأفلام السويدية (السويدية)
- جون بيك على موقع إن إن دي بي (الإنجليزية)
- جون بيك على موقع قاعدة بيانات الفيلم (الإنجليزية)
- جون بيك على موقع كينوبويسك (الروسية)